# Парасит
Параси́т, парази́т (от др.-греч. παράσιτος — «нахлебник, сотрапезник») — в Древней Греции помощники при исполнении религиозных культов, имевшие право участвовать в общих застольях в пританее; впоследствии нахлебники, прихлебатели, обедневшие граждане, которые зарабатывали бесплатное угощение, развлекая хозяев. В Риме во времена империи парасит был непременным гостем за столом богатого римлянина, развлекая хозяев лестью и остротами. От этого слова происходит современное «паразит», то есть «нахлебник».

## В литературе
Образ парасита впервые появляется в творчестве Эпихарма, однако на передний план выходит только в новой аттической комедии. Парасит обычно связан с другими традиционно комическими типами — хвастливым воином или влюблённым юношей. В древнеримской комедии (Плавт, Теренций и др.) парасит обычно наделялись яркими «говорящими» именами: «Артотрог» («Хлебогрыз»), «Пеникул» («Столовая щётка») и тому подобными. Здесь высмеиваются главные черты парасита — назойливость, льстивость, жадность, стремление угоститься на чужой счёт, стремление войти в милость господина ценой каких угодно услуг. Лукиану Самосатскому принадлежит диалог-сатира «Паразит, или О том, что жизнь за чужой счёт есть искусство» (др.-греч. Περὶ τοῦ Παρασίτου ὅτι Τέχνη ἡ Παρασιτική), герой которой под маской философской серьёзности доказывает, что жить прихлебателем — настоящее искусство.